# Tjeerd Royaards
Tjeerd Willem Royaards conhecido como Tjeerd Royaards (Brielle, 19 de fevereiro de 1980) é cartunista holandês.

## Biografia
Royaards é descendente do ramo artístico mais antigo da família Royaards. É filho de um médico de empresa e de uma enfermeira e neto do arquitecto Kees Royaards (1906-1970) e da desenhista e ilustradora Rensina ten Holt (1914). Ele obteve um mestrado em ciência política pela Universidade de Amsterdã. Desde de 2008 ele é um cartunista (político). Em 2010 ganhou o segundo prémio do Press Cartoon Europe, em 2016 o terceiro prémio da Una Vignetta per l'Europa. Em 25 de setembro de 2018, ele recebeu o Prêmio Inktspot 2018.
Royaards é editor-chefe da plataforma internacional The Cartoon Movement e publica no Joop.nl, no Trouw e em publicações estrangeiras como The Guardian, Der Spiegel e Le Monde. Ele publicou anteriormente no NRC.

## Prêmios
- Press Cartoon Europe, em 2016;
- Prêmio Inktspot, em 2018;